# Klaus von Raussendorff
Klaus von Raussendorff (* 1936) ist ein ehemaliger deutscher Diplomat der Bundesrepublik und Spion der DDR-Staatssicherheit.

## Leben
Klaus von Raussendorff wurde als Sohn eines bei Krupp in Essen beschäftigten Prokuristen geboren und wuchs in bürgerlichen Verhältnissen auf. Nach der Schulzeit studierte er an der Freien Universität Berlin, wo er seine ersten Kontakte zu West-Berliner kommunistischen Gruppen pflegte. 
1957 wurde von Raussendorff Spion des Auslandsnachrichtendienstes des Ministeriums für Staatssicherheit (MfS) der DDR (Deckname „Brede“) und wurde gezielt ins Auswärtige Amt der Bundesrepublik Deutschland geschleust. 
1961 bis 1990 war er deutscher Diplomat, stellvertretender Leiter der Ständigen Vertretung der Bundesrepublik Deutschland bei der UNESCO in Paris, zuletzt Vortragender Legationsrat. Gleichzeitig war er Oberstleutnant im Ministerium für Staatssicherheit (MfS) der DDR. Von der Hauptverwaltung A (HVA) wurde er mit mindestens 100.000 Mark honoriert.

## Verurteilung wegen Landesverrats
Im Frühjahr 1990 wurde er enttarnt und verhaftet, nachdem sein früherer MfS-Führungsoffizier gegen eine Zahlung von 125.000 DM sowie Schutz vor Strafverfolgung Klarnamen und Dienstbezeichnungen von HVA-Spionen genannt hatte. 1991 wurde von Raussendorff wegen Landesverrats durch das Oberlandesgericht Düsseldorf zu einer Freiheitsstrafe von sechs Jahren verurteilt, die er in der Justizvollzugsanstalt Wittlich verbüßte, ab 1993 als Freigänger mit einer Beschäftigung als wissenschaftlicher Mitarbeiter am Lehrstuhl für Soziologie (Bernd Hamm) an der Universität Trier.

## Nach der Haft
Nach seiner vorzeitigen Haftentlassung 1994 arbeitete er weiterhin an der Universität Trier bis zur Rente im Jahre 1999. Seither arbeitet er nebenberuflich als freier Journalist insbesondere für kommunistische Zeitschriften. Er schrieb u. a. im Magazin Intifada  Nr. 27 der Antiimperialistischen Koordination. Selbst gibt er die Antiimperialistische Korrespondenz heraus. Er ist Mitarbeiter des Bundesvorstandes des Deutschen Freidenker-Verbands.
Von Raussendorff ist Witwer und hat drei Kinder.

## Politische Tätigkeit
- 1964 Mitglied der SED
- 1995–1998 Mitbegründer und Koordinator der Initiativgruppe Kundschafter des Friedens fordern Recht in der Gesellschaft zur Rechtlichen und Humanitären Unterstützung e. V. (GRH). Seit 1998 Sprecher dieser Initiativgruppe.
- Herausgeber der Anti-Imperialistischen Korrespondenz
- Mitarbeit bei Internationale Jugoslawien Solidarität und im Komitee Free Slobo, das sich für die Freilassung von Slobodan Milošević einsetzte.
- Mitarbeit im Internationalen Komitee für den Schutz des palästinensischen Volkes
- Mitbegründer der deutschen Sektion der Internationalen Kampagne für die Freilassung von Marwan Barghouti und allen palästinensischen politischen Gefangenen
- Mitglied im Bundesausschuss Friedensratschlag

## Veröffentlichungen
- Die Schlacht ist noch zu gewinnen. In: Klaus Eichner, Gotthold Schramm (Hrsg.): Top-Spione im Westen: Spitzenquellen der DDR-Aufklärung erinnern sich. Überarbeitete Neuauflage Auflage. Das neue Berlin (Eulenspiegel-Verlagsgruppe), Berlin 2016, ISBN 978-3-360-01310-1, S. 94–114.